# Cendrawasihstadion
Het Cendrawasihstadion is een multifunctioneel stadion in Biak, een stad in Indonesië. 
Het stadion wordt vooral gebruikt voor voetbalwedstrijden, de voetbalclub PSBS Biak Numfor maakt gebruik van dit stadion. In het stadion is plaats voor 15.000 toeschouwers. Het stadion werd geopend in 1980 en gerenoveerd in 2011.